# Linea Meitetsu Hiromi
La linea Meitetsu Hiromi  (名鉄広見線本線?, Meitetsu Hiromi-sen) è una ferrovia suburbana giapponese a scartamento ridotto che unisce le città di Inuyama della prefettura di Aichi con la cittadina di Mitake nella prefettura di Gifu. La linea, di 17,6 km è elettrificata e prevalentemente a doppio binario (fra Inuyama e Shin-Kani).

## Servizi
La linea è divisa in due relazioni, la prima da Inuyama a Shin-Kani, e la seconda da quest'ultima al capolinea di Mitake. 
Fino a Shin-Kani, da Inuyama, arrivano anche treni a lunga percorrenza, come l'espresso limitato μSky per l'aeroporto Internazionale Chūbu Centrair.
Le abbreviazioni sono a fini pratici per la lettura della tabella sottostante:
L: Locale (普通?, Futsū)
EL: Espresso Limitato (特急?, Tokkyy)
MS: Espresso Limitato μSky (ミュースカイ?, Myū-Sukai)

## Stazioni
- I treni locali fermano in tutte le stazioni

Legenda
●: tutti i treni fermano; ｜: tutti i treni passano
Binari:｜: binario singolo; ◇: incrocio dei treni possibile; ∥: doppio binario; ∨: da qui binario singolo
| Stazione              | Giapponese     | Distanza Interst. | Distanza totale | EL | MS | Collegamenti                                 | Binari | Posizione | Posizione   |
| --------------------- | -------------- | ----------------- | --------------- | -- | -- | -------------------------------------------- | ------ | --------- | ----------- |
| Inuyama               | 犬山           | -                 | 0.0             | ●  | ●  | Linea Meitetsu Inuyama Linea Meitetsu Komaki | ∥      | Aichi     | Inuyama     |
| Tomiokamae            | 富岡前         | 1.9               | 1.9             | ｜ | ｜ |                                              | ∥      | Aichi     | Inuyama     |
| Zenjino               | 善師野         | 2.1               | 4.0             | ｜ | ｜ |                                              | ∥      | Aichi     | Inuyama     |
| Nishi-Kani            | 西可児         | 3.7               | 7.7             | ●  | ●  |                                              | ∥      | Gifu      | Kani        |
| Kanigawa              | 可児川         | 2.0               | 9.7             | ●  | ●  |                                              | ∥      | Gifu      | Kani        |
| Nihon Rhine Imawatari | 日本ライン今渡 | 2.5               | 12.2            | ●  | ●  |                                              | ∥      | Gifu      | Kani        |
| Shin-Kani             | 新可児         | 2.7               | 14.9            | ●  | ●  | Linea Taita (Kani)                           | ∨      | Gifu      | Kani        |
| Akechi                | 明智           | 3.5               | 18.4            |    |    |                                              | ◇      | Gifu      | Kani        |
| Gōdo                  | 顔戸           | 1.6               | 20.0            |    |    |                                              | ｜     | Gifu      | Mitake Kani |
| Mitakeguchi           | 御嵩口         | 1.7               | 21.7            |    |    |                                              | ｜     | Gifu      | Mitake Kani |
| Mitake                | 御嵩           | 0.6               | 22.3            |    |    |                                              | ｜     | Gifu      | Mitake Kani |